# Feldflieger-Abteilung 20
Feldflieger-Abteilung Nr. 20 – FFA 20 jednostka obserwacyjna i rozpoznawcza lotnictwa niemieckiego Luftstreitkräfte z początkowego okresu I wojny światowej.

## Informacje ogólne
W momencie wybuchu I wojny światowej z dniem 1 sierpnia 1914 roku została utworzona we Fliegerersatz Abteilung Nr. 3 i weszła w skład większej jednostki 3 Kompanii Batalionu Lotniczego Nr 4 we Fryburgu Bryzgowijskim. Jednostka została przydzielona do AK VIII.
11 stycznia 1917 roku jednostka została przeformowana i zmieniona w Fliegerabteilung 271 (Artillerie) - (FA A 271).
W jednostce służyli m.in. Hartmuth Baldamus później as Jagdstaffel 9. Hartmuth Baldamus w czasie służby w jednostce zestrzelił pięć samolotów wroga. Otto Fruhner. 

## Dowódcy eskadry
| Stopień | Nazwisko      | Okres           |
| ------- | ------------- | --------------- |
| Kapitan | Erwin Barends | sierpień 1914 - |